# Uniwersytet w Dżubie
Uniwersytet w Dżubie – państwowy uniwersytet w  Dżubie, stolicy Sudanu Południowego. Językiem wykładowym jest angielski.
Uczelnia została założona w 1997, w celu zaspokojenia zapotrzebowania na placówki szkolnictwa wyższego w południowych rejonach Sudanu. Z powodu II wojny domowej w Sudanie, trwającej w latach 1983–2005, uniwersytet przeniesiono do Chartumu, dla bezpieczeństwa kadry i studentów. W 2006 zmieniono nazwę z University of Juba na Juba National University. Po zdobyciu niepodległości przez Sudan Południowy, w 2011, instytucja wróciła do Dżuby i przywrócono jej pierwotną nazwę.